# Kozubî, Novi Sanjarî
Kozubî (în ucraineană Козуби) este un sat în comuna Velîkîi Kobeleaciok din raionul Novi Sanjarî, regiunea Poltava, Ucraina.

## Demografie
Componența lingvistică a localității Kozubî
     Ucraineană (98,35%)
     Alte limbi (1,66%)
Conform recensământului din 2001, majoritatea populației localității Kozubî era vorbitoare de ucraineană (98,35%), existând în minoritate și vorbitori de alte limbi.